# Liste der Biografien/Staw
Liste der Biografien |
Portal Biografien |
Personensuche
# |
A |
B |
C |
D |
E |
F |
G |
H |
I |
J |
K |
L |
M |
N |
O |
P |
Q |
R |
S |
T |
U |
V |
W |
X |
Y |
Z |
?
 
Sa |
Sb |
Sc |
Sd |
Se |
Sf |
Sg |
Sh |
Si |
Sj |
Sk |
Sl |
Sm |
Sn |
So |
Sp |
Sq |
Sr |
Ss |
St |
Su |
Sv |
Sw |
Sy |
Sz
 
Sta |
Ste |
Sth |
Sti |
Stj |
Stl |
Sto |
Str |
Sts |
Stt |
Stu |
Stv |
Stw |
Sty
 
Staa |
Stab |
Stac |
Stad |
Stae |
Staf |
Stag |
Stah |
Stai |
Staj |
Stak |
Stal |
Stam |
Stan |
Stap |
Star |
Stas |
Stat |
Stau |
Stav |
Staw |
Stax |
Stay |
Staz
Die Liste der Biografien führt alle Personen auf, die in der deutschsprachigen Wikipedia einen Artikel haben. Dieses ist eine Teilliste mit 18 Einträgen von Personen, deren Namen mit den Buchstaben „Staw“ beginnt.

## Staw

### Stawa
- Stawarz, Radek (* 1973), polnischer Jazz- und Improvisationsmusiker
- Stawasser, Pjotr Andrejewitsch (1816–1850), russischer Bildhauer

### Stawe
- Stawell-Brown, Ellen Mary (1878–1958), englische Tennis- und Badmintonspielerin
- Stawenow, Christian (* 1955), deutscher evangelischer Theologe, Regionalbischof in Sachsen
- Stawer, Jewgeni Jurjewitsch (* 1998), russischer Fußballspieler

### Stawi
- Stawiarski, Cosimo (* 1974), italienischer Violinist
- Stawiński, Jerzy Stefan (1921–2010), polnischer Schriftsteller, Drehbuchautor und Filmregisseur
- Stawiski, Maxim (* 1977), bulgarischer Eiskunstläufer
- Stawitz, Franziska (* 1980), deutsche Radiojournalistin
- Stawitz, Gustav, deutscher Verwaltungsjurist und Kommunalpolitiker
- Stawitz, Ingo (* 1950), deutscher rechtsextremer Politiker (DVU, DLVH, NPD)
- Stawitzki, Carsten (* 1966), deutscher VizeadmiralCarsten Stawitzki (* 1966)

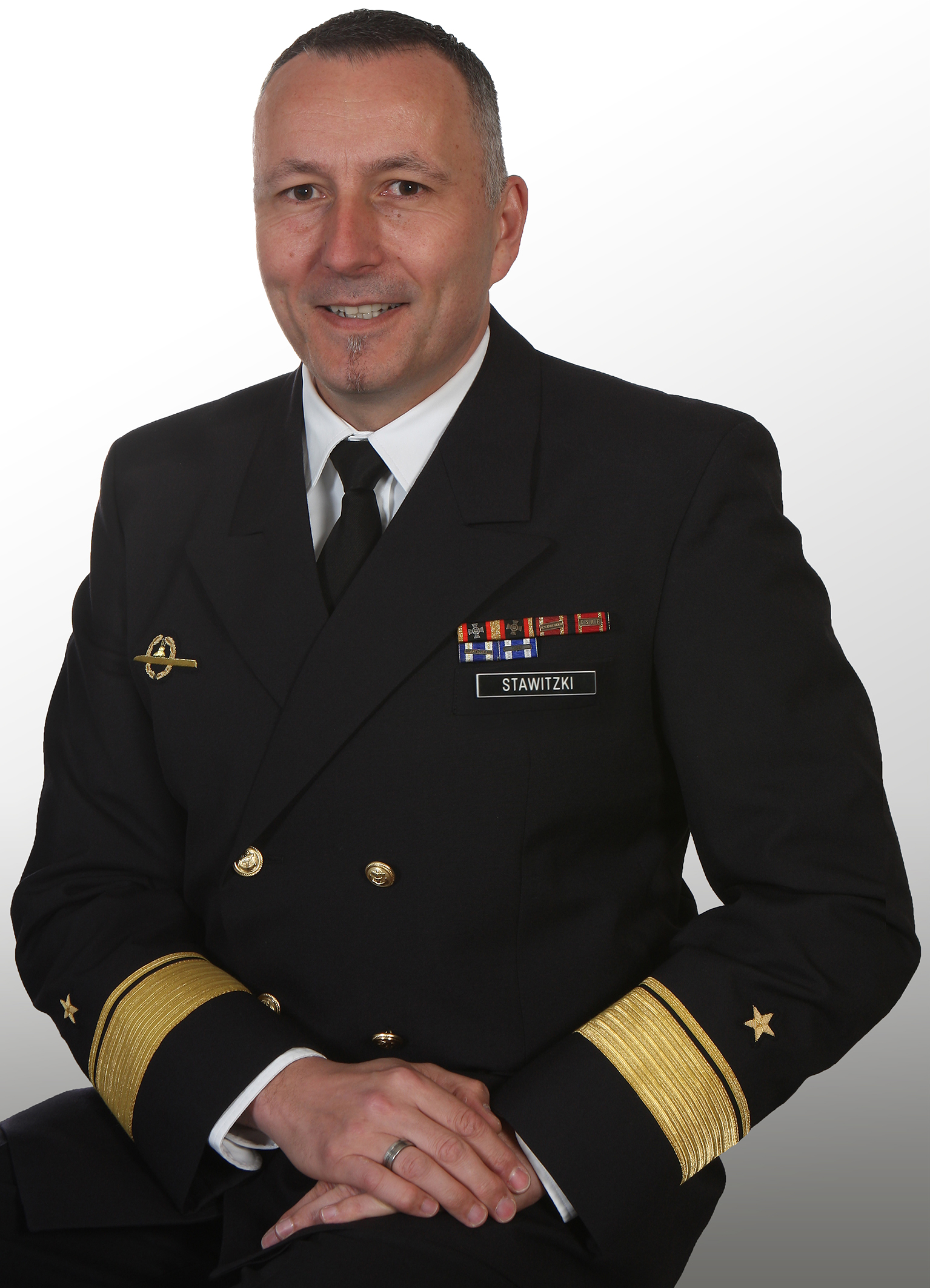
Carsten Stawitzki (* 1966)

- Stawizki, Kurt (1900–1959), deutscher Kriminalrat und SS-Führer sowie Täter des Holocaust

### Stawo
- Stawowski, Michał (* 1983), polnischer Ruderer

### Staws
- Stawski, Ben (* 1990), englischer Badmintonspieler
- Stawski, Leif (* 1968), deutscher Schauspieler

### Stawy
- Stawyzkyj, Eduard (* 1972), ukrainischer Politiker

### Stawz
- Stawzew, Maxim Pawlowitsch (* 2004), russischer Fußballspieler